# Cesar Kōkō
Cesar Kōkō (光孝天皇 Kōkō-tennō, 830 - 26. avgust 887) je bil 58. japonski cesar v skladu s tradicionalnim redom nasledstva. Vladal je med letoma 884 in 887.

## Tradicionalna zgodba
Pred vzponom na krizantemin prestol je bilo njegovo osebno ime (imina) Tokijacu (時康親王) ali Komacu-tei. Kasneje ga včasih imenujejo tudi »cesar Komacu«. Zaradi tega se je kasnejši cesar imenoval Go-Komacu (go- pomeni »kasnejši«, torej »poznejši cesar Komatsu« ali »cesar Komatsu II.«).
Tokijacu Šinnō je bil tretji sin cesarja Ninmjōja. Njegova mati je bila Fudživara no Savako. Kōkō je imel štiri cesarske družice in 41 cesarskih otrok.

## Dogodki v času življenja cesarja Kōkōja
Prvi kanpaku Fudživara no Mototsune je bil vpliven pri ustoličevanju cesarja Kōkōja. V času odstavitve cesarja Yōzeija je bil princ Tokijacu že guverner Hitačija in glavni minister za slovesnosti (Džibu-kjō, 治部卿)
Glede na zapise Kitabatakeja Čikafusa iz 14. stoletja je Motocune rešil problem nasledstva na preprostem obisku pri Tokijacu-šinnōju, kjer je kanpaku princa naslovil z vladarjem in mu namenil cesarsko stražo. Princ je nakazal sprejetje cesarskega naziva s tem, da se je usedel v cesarski palankin, ki ga je odpeljal proti njegovi novi rezidenci v palači. Zanimivo je, da je še vedno nosil oblačila princa, ko se je odločil, da se odpelje naproti nepričakovani prihodnosti.
- 4. februar 884 (Gangjō 8, 4. dan 1. meseca): V 8. letu vladavine cesarja Jōzeija (陽成天皇八年) je le-ta odstavljen; učenjaki tistega časa pripišejo nasledstvo (senso) tretjemu sinu cesarja Ninmjōja, staremu 55 let.[13]
- Marec 23, 884 (Gangjō 8, 23. dan 2. meseca): Cesar Kōkō zasede prestol (sokui).[14]
- 885 (Gangyō 9): Sprememba imena ere nengo.

Tekom vladavine je Kōkō oživel veliko starodavnih dvornih ritualov in obredov, med drugim tudi več kot 50 let zamrli lov s sokoli v Serikavi, ki ga je leta 796 začel cesar Kanmu.
- 11. januar 886 (Ninna 2, 14. dan 12. meseca): Kōkō potuje v Serikavo na lov s sokoli. V tem je zelo užival in aktivnosti posvečal veliko časa.[15]
- 17. september 887 (Ninna 3, 26. dan 8. meseca): Kōkō je umrl v starosti 57 let.[16]

Dejansko mesto Kōkōjevega groba je znano. Tradicionalno ga častijo v spominskem šintoističnem svetišču (misasagi) v Kjotu. Uprava japonskega cesarskega dvora je imenovala to mesto za Kōkōjev mavzolej. Formalno se imenuje Kaguragaoka no Higaši no misasagi.

### Kugjō
Kugjō (公卿) je skupni izraz za peščico najbolj vplivnih moških, delujočih na dvoru japonskega cesarja v času pred obdobjem Meidži.
Večino časa so to elitno skupino sestavljali samo trije ali štirje možje naenkrat. Njihovo družinsko ozadje in izkušnje so jih pripeljale do vrha družbe. V času vladavine cesarja Kōkōja so vrh organa Daidžō-kan sestavljali:
- Kanpaku, Fudživara ne Motocune (藤原基経) (Šōsen-kō, 昭宣公), 836-891.
- Daidžō-daidžin, Fudživara ne Mototsune.
- Sadaidžin, Minamoto no Tōru (源融).
- Udaidžin, Minamoto no Masaru (源多).
- Naidaidžin (ni imenovan)
- Dainagon, Fudživara ne Jošijo (藤原良世)
- Dainagon, Fudživara ne Fujuo (藤原冬緒)

## Obdobjanengōtekom vladavine cesarja Kōkōja
Leta vladavine cesarja Kōkōja sovpadajo z več kot enim imenom ere (nengō).
- Gangjo (877-885)
- Nina (885-889)

## Družice in otroci
Družica (kasneje Kōtaigō): princesa Hanši (班子女王; 833-900) kasneje Toin-Kisaki (洞院后), hčerka cesarskega princa Nakana (sin cesarja Kanmuja)
- cesarska princesa Tadako (忠子内親王; 854-904), poročena s cesarjem Seivom
- Prvi sin: cesarski princ Koretada (是忠親王; 857-922)
- Drugi sin: cesarski princ Koresada (是貞親王; u. 903)
- Sedmi sin: cesarski princ Sadami (定省親王; 867-931) kasnejši cesar Uda
- Minamoto no Motonaga (源元長; u. 883), umrl preden Kōkō prejme nasledstvo
- cesarska princesa Kanši (簡子内親王; u. 914)
- cesarska princesa Jasuko (綏子内親王; u. 925), poročena s cesarjem Jozeijem
- cesarska princesa Iši (為子内親王; u. 899), poročen s cesarjem Daigom

Družica (Njōgo): Fudživara no Kamiko (藤原佳美子; u. 898), hčerka Fudživara no Motocuneja
Družica (Nyōgo): Fudživara no Gendžiko (藤原元善子), hčerka Fudživara no Jamakageja
Družica (Nyōgo): Taira no Motoko/Tōshi (平等子), hčerka Taira no Jošikazeja
Dvorna spremljevalka (Koui): Šigeno no Naoko (滋野直子; u. 915)
- Četrta hčerka: cesarska princesa Šigeko (繁子内親王; u. 916), 23. saiō v svetišču Ise 884-887

Dvorna spremljevalka (Koui): Sanuki no Naganaova hčerka
- Minamoto no Motomi (源旧鑒; u. 908)

Dvorna spremljevalka (Koui): Fudživara Motoko (藤原元子)
Dvorna gospa: Sugawara no Ruishi (菅原類子), Sugavara no Koreyoshijeva hčerka
Dvorna gospa: Princesa Keishin (桂心女王), hčerka princa Masamija
- Sedmi hčerka: cesarska princesa Bokuši (穆子内親王; u. 903), 8. sain v svetišču Kamo 882-887

Dvorna gospa: hčerka klana Tajihi (多治氏の娘)
- Minamoto no Kanši/Ajako (源緩子/綾子; u. 908)

Dvorna gospa: hčerka klana Fuse (布勢氏の娘)
- Šigemizu no Kijozane (滋水清実), priimek Šigemizu dodeli cesar (Šisei Kōka, 賜姓降下) 886

Dvorna spremljevalka (Koui): Fudživara no Kadomunejeva hčerka, ki se je pozneje poročila z Minamoto no Noborujem
- Trinajsti sin (posvojeni sin): Minamoto no Korešige (源是茂; 886-941), Minamoto no Noborujev sin

(od neznanih žensk)
- Minamoto no Čikajoši (源近善; u. 918)
- Deseti sin: Minamoto no Sadacune (源貞恒; 857-908)
- Minamoto no Kuninori (源国紀; u. 909)
- Minamoto no Kanejoši (源兼善; u. 879)
- Minamoto no Nazane (源名実)
- Minamoto no Acujuki (源篤行)
- Minamoto no Seijoši (源最善)
- Minamoto no Otocune (源音恒)
- Osmi sin: Minamoto no Korecune (源是恒; u. 905)
- Minamoto no Narikage (源成蔭)
- Minamoto no Kosen (源香泉)
- Minamoto no Tomosada (源友貞)
- Minamoto no Vaši (源和子; u. 947), poročen s Cesar Daigo
- Minamoto no Saiši (源最子; u. 886)
- Minamoto no Onši/Kusuko (源音子/奇子; u. 919)
- Minamoto no Osoko (源遅子)
- Minamoto no Mokuši (源黙子; u. 902)
- Minamoto no Kaiši (源偕子)
- Minamoto no Koreko (源是子)
- Minamoto no Heiši (源並子; u. 906)
- Minamoto no Kenši (源謙子; u. 924)
- Minamoto no Šūši (源周子; u. 912)
- Minamoto no Šinši (源深子; u. 917)
- Minamoto no Micuko (源密子)
- Minamoto no ??? (源袟子)
- Minamoto no Kaiši (源快子; u. 910)
- Minamoto no Zenši (源善子)
- Minamoto no Renši/Curako (源連子; u. 905)

## Poezija
Cesar Kōkō velja za dobrega pesnika; ena od njegovih pesmi v slogu vaka se je pojavila v antologiji Ogura Hjakunin Isšu]] (št. 15):
| Japonsko       | Latiniziran prepis  | Približen prevod                      |
| 君がため       | kimi ga tame        | Zaradi tebe                           |
| 春の野にいでて | haru no no ni idete | grem čez pomladno polje               |
| 若菜つむ       | vakana cumu         | nabirat zelišča,                      |
| わが衣手に     | vaga koromode ni    | medtem ko so viseči rokavi moje halje |
| 雪はふりつつ   | juki wa furicucu    | lisasti od padajočega snega.          |